# 菲尔·卡茨
菲尔·卡茨（英語：Phil Katz，1962年11月3日—2000年4月14日），美国程序员，ZIP格式及PKARC和PKZIP压缩软件的发明者。

## 生平
菲尔·卡茨毕业于威斯康辛大学密尔沃基分校计算机系。
大学毕业后，菲尔·卡茨开始从事编程工作并寻求开发一种比当时的ARC更好的压缩软件PKARC。PKARC的编程使用了汇编语言，比使用C语言的ARC快得多。PKARC压缩软件因此很快流行开来。
1986年，菲尔·卡茨创建了PKWARE公司并又研发出PKPAK。在PKPAK之后，菲尔·卡茨又研发出新一代的产品PKZIP（ZIP），并以共享软件的模式销售。这使他成为最有名的共享软件发明者之一。
2000年4月14日，美国威斯康星州密尔沃基的一家汽车旅馆里,菲尔·卡茨因饮酒过量导致急性脾出血而死。